# Tusind Veje
Tusind Veje er et album fra 1996 af den danske gruppe Poulin og de lidt brugte.
Af genre på skiven kan pop, rock og blues nævnes.
Albummet indeholder numrene:
- Tusind Veje
- Slem Dreng
- Linjen Op Til Himlen
- Mon Jeg Nogensinde...
- Det' Koldt
- Stella Nova
- Hun Hund
- 16 Tons
- Glemsel
- Aftensang
- Jeg Vil Være Din

 Der er for få eller ingen kildehenvisninger i denne artikel, hvilket er et problem. Du kan hjælpe ved at angive troværdige kilder til de påstande, som fremføres i artiklen.